# Fritz J. Krüger

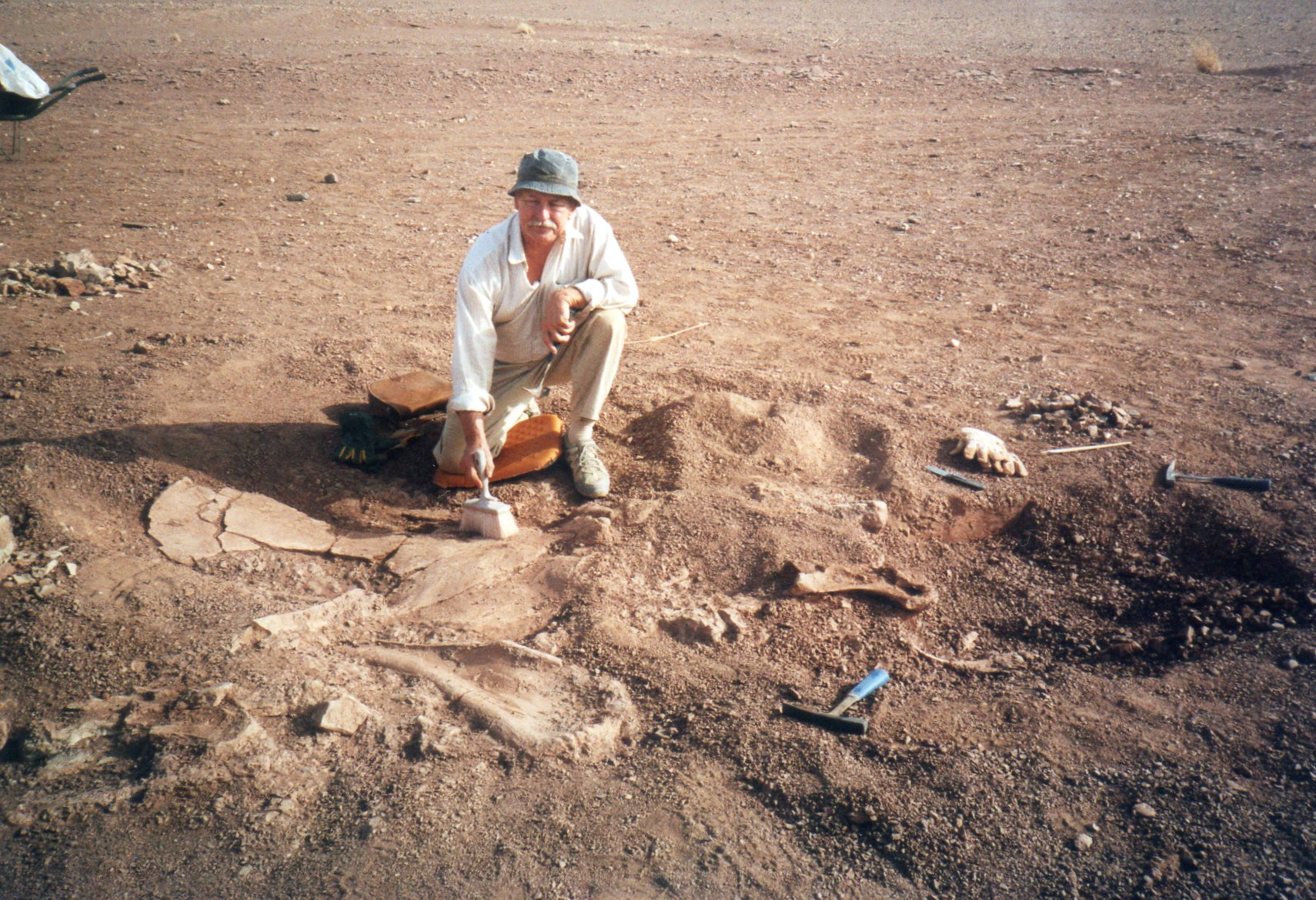
Fritz J. Krüger

Fritz J. Krüger (* 28. Dezember 1941 in Stettin; † 30. Januar 2025 in Braunschweig) war ein deutscher Amateur-Paläontologe.

## Leben
Krüger war hauptberuflich Soldat. Er sammelte unter anderem Stachelhäuter aus der norddeutschen Kreide und Flint (unter anderem veröffentlichte er über den roten Flint von Helgoland). Krüger veröffentlichte einen geologischen Führer durch das Mesozoikum des Raumes Hannover-Braunschweig (mit zusätzlichen Exkursionen nach Hemmoor und Helgoland) und veröffentlichte umfassend über die Fossilfundstätte der Tongrube Willershausen (Oberpliozän).
Seit Mitte der 1990er Jahre bis zur Anstellung eines hauptamtlichen Paläontologen im Jahr 2010 wurde die paläontologische Sammlung des Staatlichen Naturhistorischen Museums in Braunschweig wissenschaftlich und konservatorisch von ihm aufgebaut und betreut. Ende der 1990er Jahre übernahm er die Leitung der Fossilien-ArGe der Gesellschaft für Naturkunde e. V. Er führte sie erfolgreich über fast zehn Jahre (u. a. Forschungsprojekt Baddeckenstedt, Krüger 2006).
Er erarbeitete die erste Zusammenfassung aller im Santon von Lengede nachgewiesenen Fossilien, darunter die Entdeckung der Napfschnecke Amathina inversa. Krüger verfasste den Kooperationsvertrag des Staatlichen Naturhistorischen Museum in Braunschweig mit der Gemeinde Lengede, als Grundlage für die Besitzverhältnisse und Räumlichkeiten der Fossilien-Dauerausstellung im Rathaus von Lengede. Dazu veröffentlichte er das Buch Fossilien aus Lengede (Krüger 2005). Die Ausstellung wird ständig aktualisiert und erweitert.
Im Mai 2005 wurde in Cremlingen bei Braunschweig im Rahmen des Autobahnbaus das Skelett eines Ichthyosaurier gefunden. Es ist das Verdienst des Leiters der Fossilien-ArGe Fritz J. Krüger und einem Team von Mitgliedern, dass der wertvolle Fund schnell geborgen werden konnte. Noch im gleichen Jahr wurde er präpariert und in einer Sonderausstellung der Öffentlichkeit vorgestellt. 2012 wurde der Ichthyosaurus als Acamptonectes densus von V. Fischer et al. beschrieben.
Bei der ersten deutschen Dinosauriergrabung in Afrika seit dem Ersten Weltkrieg war er als einer der Grabungsleiter maßgeblich an Fund, Ausgrabung und Präparation der neuen Dinosaurierart Spinophorosaurus nigerensis beteiligt, die 2007 in Niger (Afrika) geborgen werden konnte.
2015 war er Kurator der Ausstellung „Zeitkapsel Bernstein“ im Naturhistorischen Museum in Braunschweig, zusammen mit Carsten Gröhn und Dr. Max J. Kobbert, vom 2. Oktober 2015 bis 22. Mai 2016. Anschließend wurde die Ausstellung im Ostpreußischen Landesmuseum in Lüneburg bis Mai 2017 gezeigt. Zur Ausstellung ist ein Begleitbuch erschienen.
Zum Abschluss seiner Tätigkeit hat Krüger in Zusammenarbeit mit Germund Mielke die Animationsfilme „Lengede vor 86 Millionen Jahren“ und „Lengede in der Eiszeit“ für die Dauerausstellung hergestellt. Nach seinem 75. Geburtstag zog sich Krüger ins Privatleben zurück.
Krüger entdeckte insgesamt acht neue fossile Tierarten, von denen zwei ihm zu Ehren benannt wurden:
- Die Kurzfühlerschrecke Locustopsis kruegeri. Zessin 1983[9]
- Die Schenkelring-Spinne Eotrochanteria kruegeri. Wunderlich 2004[10]

Die anderen Funde beschrieb er selbst und zusammen mit Fachwissenschaftlern:
- Opaliopsis engelhardti. Krüger 2002
- Amathina inversa. Kiel & Krüger 2006[11]
- Die neue Kalkschwammgattung Hoeverites mit drei Arten: Hoeverites roeberi Krautter & Krüger 2008, Hoeverites schormanni und Hoeverites ernsti. Krautter & Krüger 2008[12]
- Acamptonectes densus, Valentin Fischer et al.[6]

## Schriften (Auswahl)
Krüger veröffentlichte insgesamt rund 166 wissenschaftliche und populärwissenschaftliche Publikationen (Stand 2016) zur Geologie und Paläontologie in Magazinen, Fachzeitschriften und Büchern. Dabei beschrieb er u. a. an Seeigel-Flintsteinkernen die Anomalien forma aegra inconstans (1993), forma aegra disparradiata (2002) und forma aegra insecta (2006) sowie anomale Seeigel, die mit drei und sieben Ambulakren von der fünfstrahligen Symmetrie dieser Stachelhäuter abweichen.
- Tongrube Willershausen, ein geologisches Naturdenkmal. In: Aufschluss. Band 30, 1979, S. 389–408
- Untersuchungen über die roten Flinte von Helgoland und eine Deutung möglicher Färbungsursachen. Meyniana 32, Kiel 1980, S. 105–112
- Geologie und Paläontologie: Niedersachsen zwischen Harz und Heide. Ein Kosmos-Wegweiser. Franckh, Stuttgart 1983, 244 S. und Gondrom 1993 und 1999
- Opaliopsis engelhardti (Caenogastropoda, Nystiellidae) aus einem Oberkreide-Geschiebe (Turonium) bei Potsdam (Brandenburg). In: Geschiebekunde aktuell 18 (4). Hamburg 2002, S. 135–139
- mit J. Hevers: Die paläontologische Sammlung. Neubeginn im Staatlichen Naturhistorischen Museum. In: S. Ahrens: 250 Jahre Naturhistorisches Museum in Braunschweig. Braunschweig: Staatliches Naturhistorisches Museum, 2004, S. 293–314
- Freilegung und Bergung eines „Platypterygius“-Skeletts (Ichthyosaurier) aus der Unter-Kreide bei Braunschweig. In: Arbeitskreis Paläontologie Hannover. 33, 3, Hannover 2005, S. 65–74
- Fossilien aus Lengede. Geologie-Bergbau-Paläontologie. Begleitbuch zur Ausstellung im Rathaus von Lengede. Staatliches Naturhistorisches Museum, Braunschweig 2005
- Fritz J. Krüger et al. (Hrsg.): Staatliches Naturhistorisches Museum Braunschweig und FEMO Freilicht- und Erlebnismuseum Ostfalen: Braunschweiger Land. Wanderungen in die Erdgeschichte, Band 19, Pfeil Verlag, München 2006

In der Reihe Klassische Fundstellen der Paläontologie verfasste er die Kapitel:
- Die Tongrube Willershausen, die Kreidegrube Hemmoor und der Doberg bei Bünde. In: Werner K. Weidert: Klassische Fundstellen der Paläontologie. Band 1, 1988, Goldschneck Verlag
- Das Cenoman von Wunstorf. In: Werner K. Weidert: Klassische Fundstellen der Paläontologie. Band 3, 1995, Goldschneck Verlag
- Das Campan von Höver. In: Werner K. Weidert: Klassische Fundstellen der Paläontologie. Band 4, 2001, Goldschneck Verlag